# Igreja de São José de Bolama

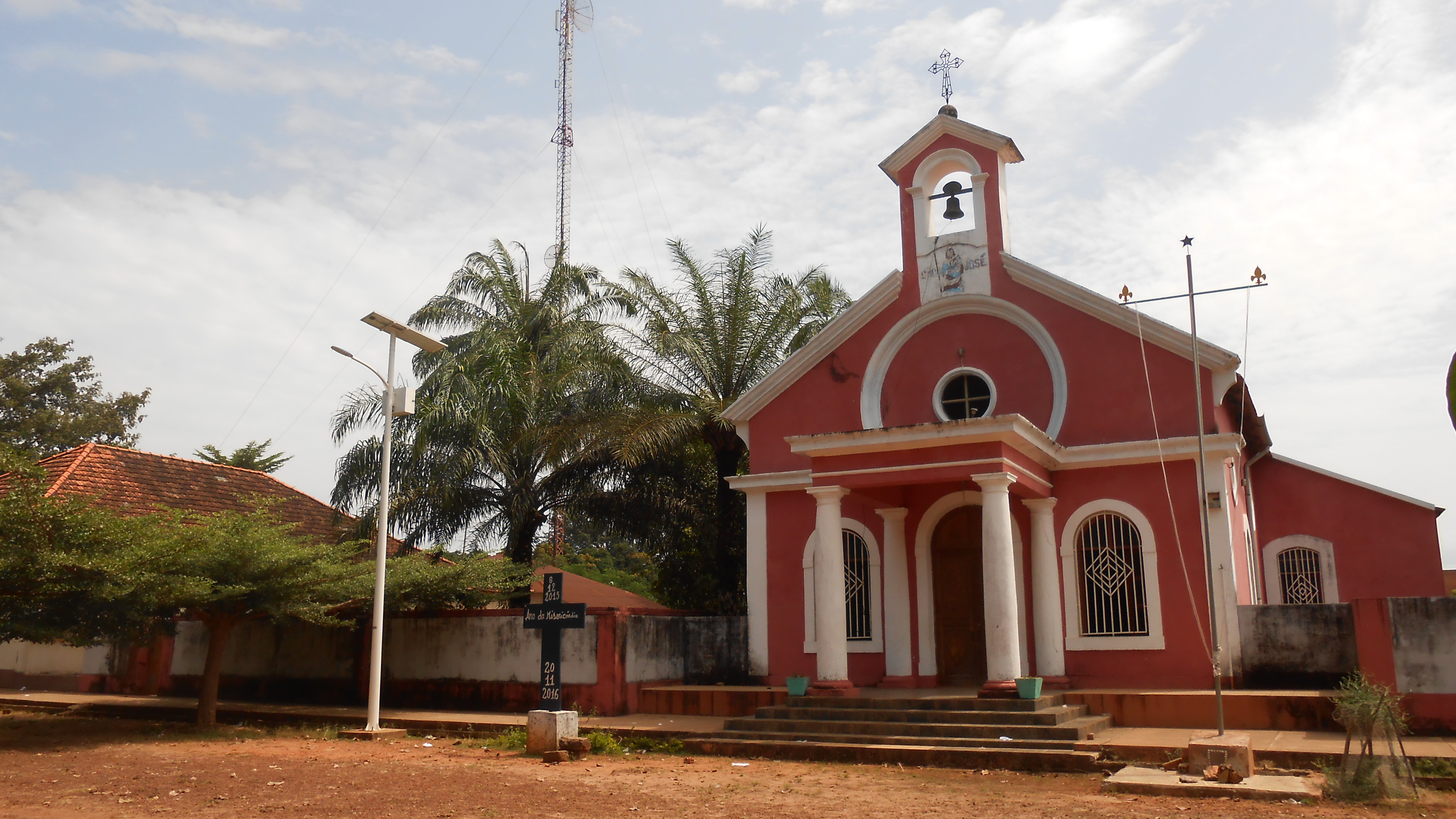
Fachada da Igreja de São José em 2017

A Igreja de São José de Bolama é um templo católico situado na cidade de Bolama, na Praça Teixeira Pinto. Tem por padroeiro São José. É sede da paróquia de São José de Bolama, na Diocese de Bafatá.
A paróquia conta com um agrupamento de escuteiros, com o n.º 17, inicialmente fundado em 1968 e refundado em 2017.

## História

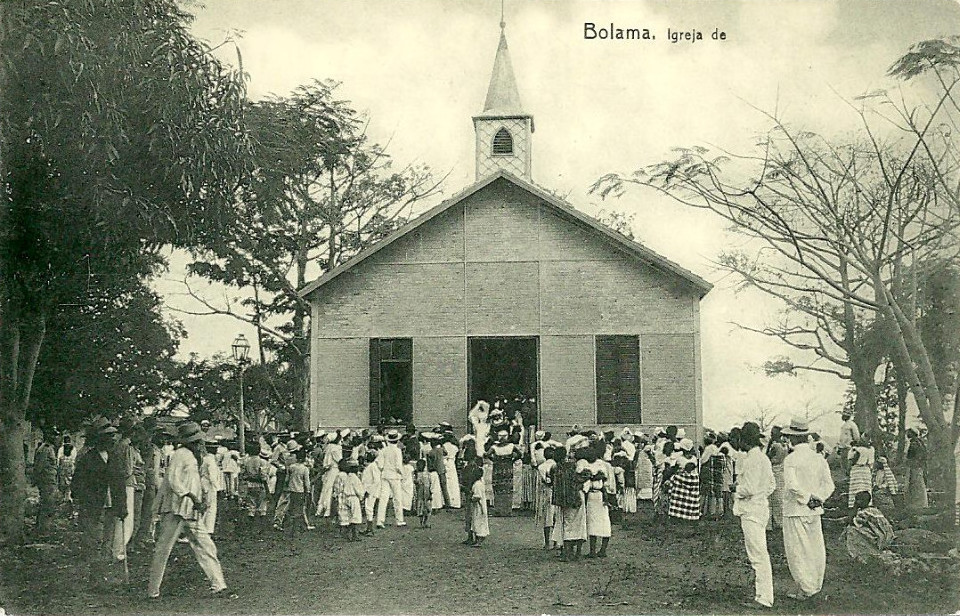
Cartão-postal da primeira igreja de Bolama, c. década de 1900

Embora a freguesia de São José de Bolama tenha começado a ter existência legal a 16 de Maio de 1871, apenas dez anos depois contou com igreja e pároco.
Uma das primeiras iniciativas do primeiro Governador da Guiné, Agostinho Coelho, foi encomendar à companhia belga Bournay a construção de uma igreja em ferro e tijolo em Bolama, requisitando a 6 de Agosto de 1879 ao Ministro e Secretário de Estado dos Negócios da Marinha e Ultramar as alfaias para o culto, voltando a insistir no pedido a 12 de Dezembro de 1880, quando os trabalhos da capela de Bolama se achavam em vias de conclusão. Repete o mesmo pedido, pela última vez, a 21 de Janeiro de 1881, data em que chega a Bolama o Vigário-Geral da Guiné, Cónego Marcelino Marques de Barros, para ficar. Nesta data os trabalhos encontravam-se em vias de conclusão, tendo sido benzido o novo templo a 19 de Março de 1881, dia de São José. A entrega oficial da obra apenas ocorreu, no entanto, a 8 de Fevereiro do ano seguinte.
Durante a sua estadia como pároco de Bolama, o Cónego Marcelino Marques de Barros fundou a Irmandade do Santíssimo Sacramento, provavelmente semelhante à fundada na Ilha do Sal em 1870.
A nova igreja apresentava na fachada um pequeno campanário, encimado por uma cruz, dispondo de uma sacristia. Este primeiro templo viria a ser completamente destruído por um incêndio na manhã de 3 de Novembro de 1909. Segundo suposição do pároco de então, o incêndio teria sido causado pela fogueira que alguns indígenas fizeram para afugentar um enxame de abelhas que havia muitos anos vivia debaixo do soalho da sacristia.

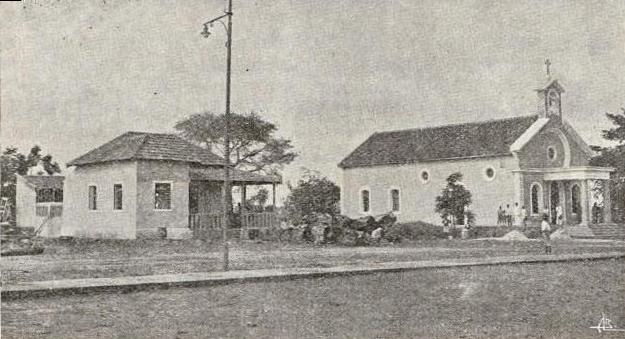
Igreja e residência paroquial em vias de conclusão, 1930

Uma nova igreja fora entretanto construída com o produto de uma subscrição pública na então Praça Sousa Guerra, mais tarde renomeada Teixeira Pinto, junto dos Paços do Concelho de Bolama.
Após a morte do Cónego Pedro Tertuliano Ramos, vítima de 16 tiros disparados por um enfermeiro cabo-verdiano do Hospital de Bolama na madrugada de 17 de Abril de 1926, a paróquia ficou desprovida de sacerdote, havendo em toda a província da Guiné somente um padre. A situação manteve-se até à nomeação do padre João Agusto de Sousa, ordenado na Diocese do Funchal, por provisão episcopal de 18 de Janeiro de 1930, tendo-se apresentando em Bolama a 22 de março daquele ano, abrindo ao culto o templo recém construído, e ocupando a nova residência paroquial.
A residência paroquial viria a ser substancialmente aumentada cerca de 1940.
Após a descolonização a igreja caiu em ruínas, tendo sido reconstruída em fins do século XX. Conserva no seu interior alguns azulejos da época da sua construção.